# Bo Gustafsson
Bo Henning Gustafsson (Strömstad, 29 de septiembre de 1954) es un atleta sueco especializado en marcha atlética. 
Gustafsson acudió a tres citas olímpicas en las que realizó cuatro competiciones. La primera de ellas fue en los Juegos Olímpicos de Moscú de 1980, donde compitió tanto en los 20 como en los 50 kilómetros. En la distancia de 20 km resultó descalificado y no pudo terminar la de 50 kilómetros.
Su segunda participación olímpica fue en Los Ángeles 1984, donde consiguió la medalla de plata en los 50 kilómetros.
Acudió por tercera vez a unos juegos olímpicos en Seúl 1988 terminando en séptimo puesto y obteniendo con ello un diploma olímpico.

## Mejores marcas personales
| Mejores marcas personales | Mejores marcas personales | Mejores marcas personales    | Mejores marcas personales |
| Distancia                 | Tiempo                    | Lugar                        | Fecha                     |
| ------------------------- | ------------------------- | ---------------------------- | ------------------------- |
| 3.000 m, PC               | 14:18.2                   | Göteborg, Suecia             | 29 de enero de 2005       |
| 5.000 m, PC               | 19:27.43                  | Indianápolis, Estados Unidos | 7 de marzo de 1987        |
| 20 km.                    | 1h:21:38                  |                              | 1983                      |
| 50.000 m.                 | 3h:54:59.7                | Bergen, Noruega              | 26 de mayo de 1990        |
| 50 km.                    | 3h:44:49                  | Seúl, Corea del Sur          | 30 de septiembre de 1988  |
| PC - Pista Cubierta       |                           |                              |                           |